# Erin Phenix
Erin Phenix (Cincinnati, Estados Unidos, 1 de marzo de 1981) es una nadadora estadounidense retirada especializada en pruebas de estilo libre media y corta distancia, donde consiguió ser subcampeona mundial en 2001 en los 4 x 100 metros estilo libre.

## Carrera deportiva
En el Campeonato Mundial de Natación de 2001 celebrado en Fukuoka ganó la medalla de plata en los relevos de 4 x 100 metros estilo libre, con un tiempo de 3:40.80 segundos, tras Alemania (oro con 3:39.58 segundos) y empatada con Reino Unido.